# Camponotus silvicola
Camponotus silvicola är en myrart som beskrevs av Auguste-Henri Forel 1902. Camponotus silvicola ingår i släktet hästmyror, och familjen myror. Inga underarter finns listade.

## Bildgalleri

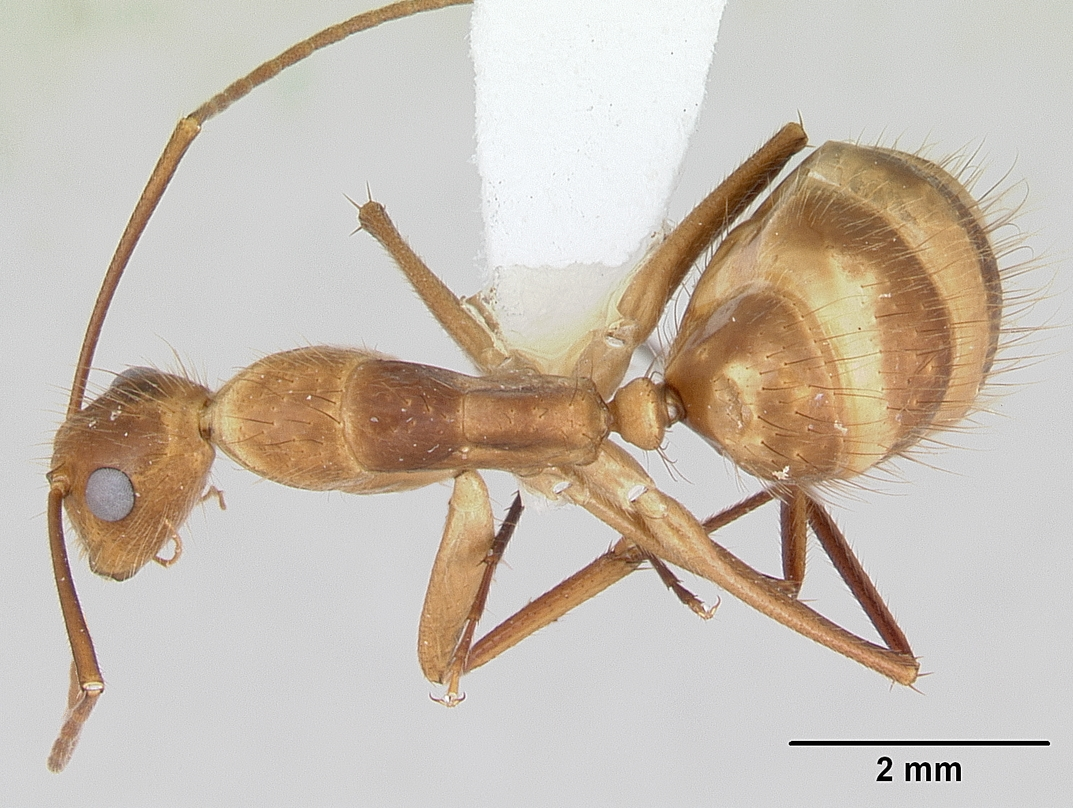
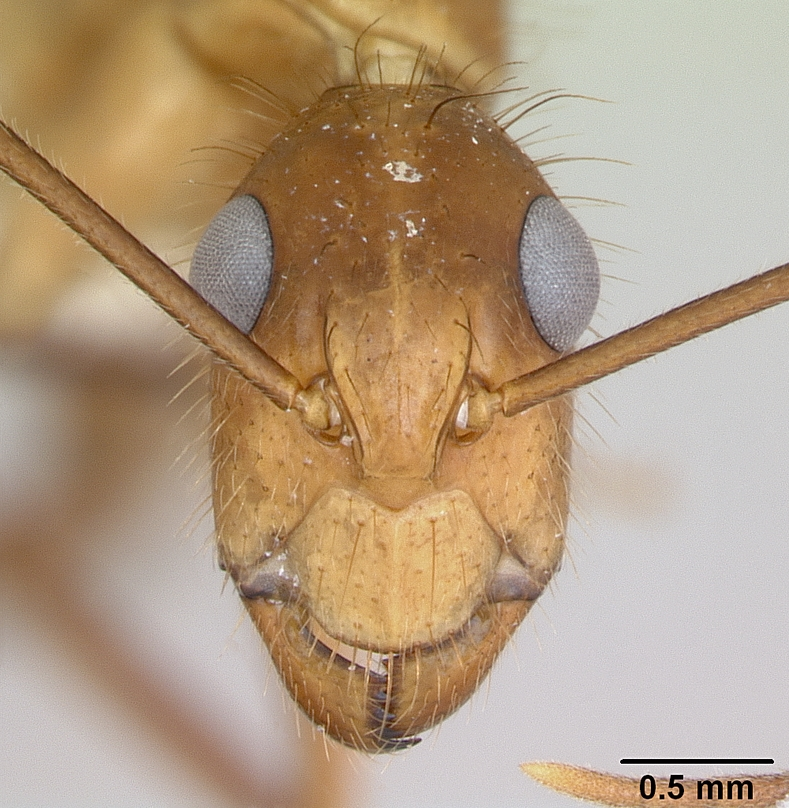
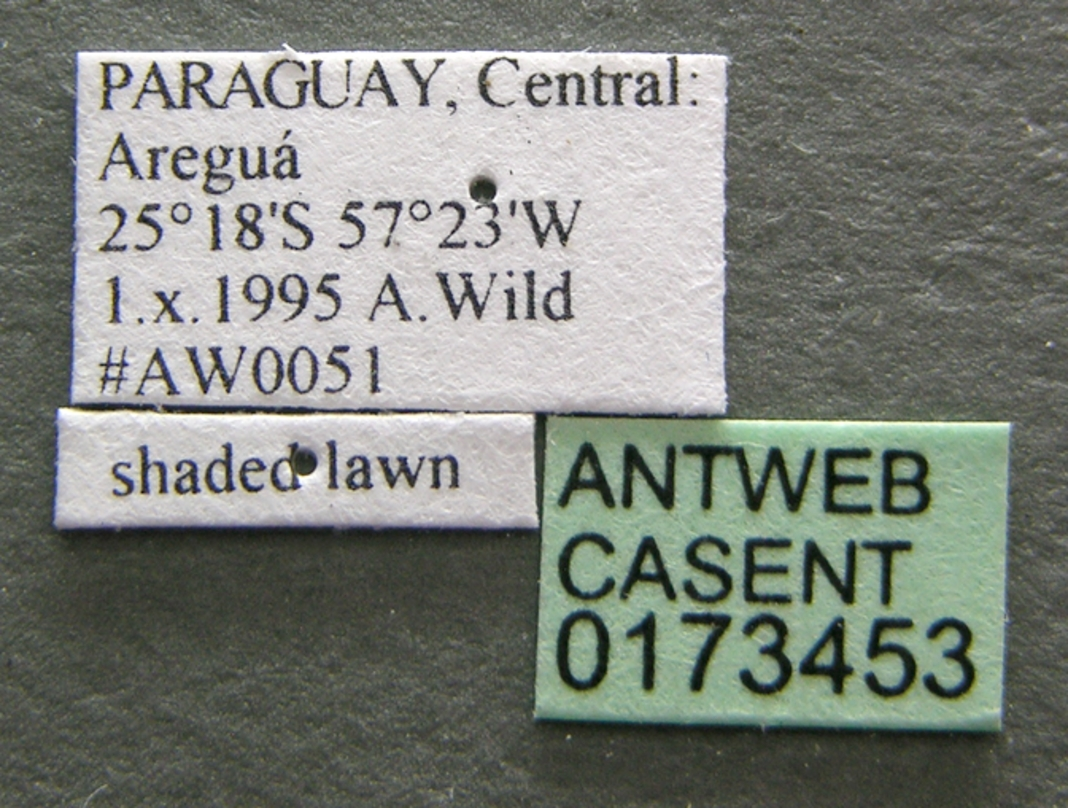
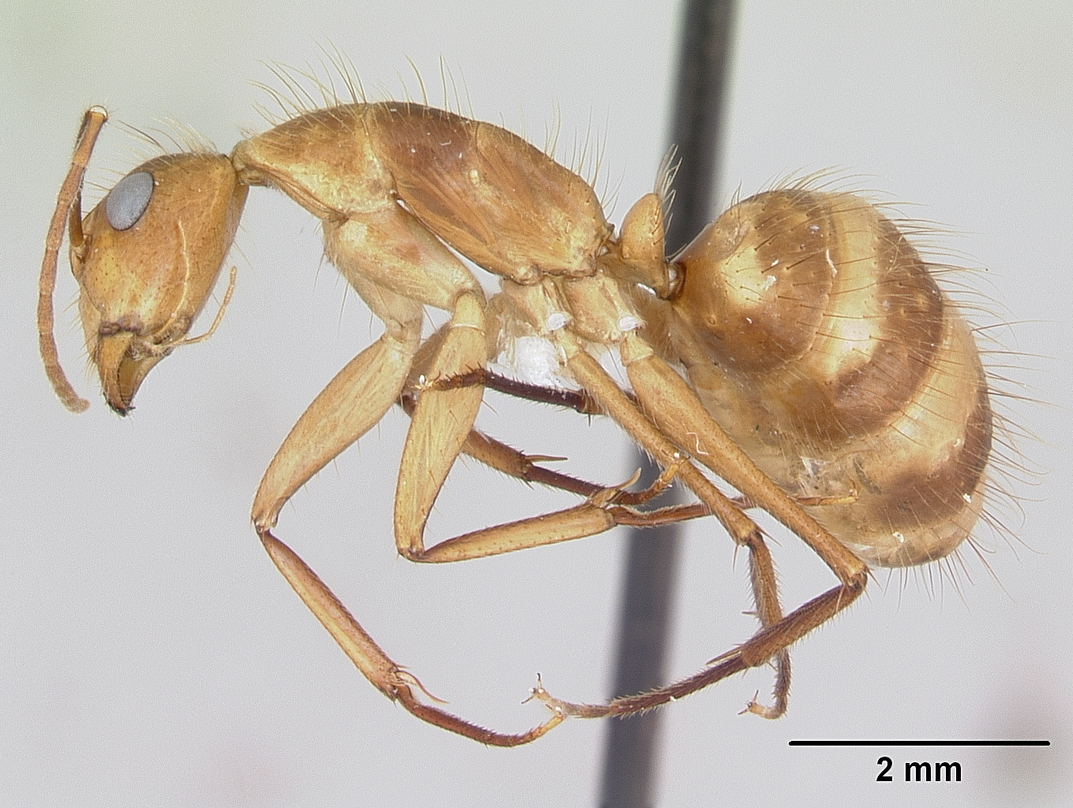